# دوار العتارمة (لغوال)
دوار العتارمة هو دُوَّار يقع بجماعة عين لكداح، إقليم تاونات، جهة فاس مكناس في المملكة المغربية. ينتمي الدوّار لمشيخة لغوال التي تضم 19 دوار. يقدر عدد سكانه بـ 276 نسمة حسب الإحصاء الرسمي للسكان والسكنى لسنة 2004.

## روابط خارجية
- البوابة الوطنية للجماعات الترابية نسخة محفوظة 12 مارس 2018 على موقع واي باك مشين.
- المندوبية السامية للتخطيط